# Cliff Williams
Clifford Williams (Romford, Inglaterra; 14 de diciembre de 1949) es un músico británico, más conocido por ser el bajista de la banda de hard rock AC/DC. Es el padre de Erin Williams, actriz y modelo, más conocida como Erin Lucas.

## Carrera

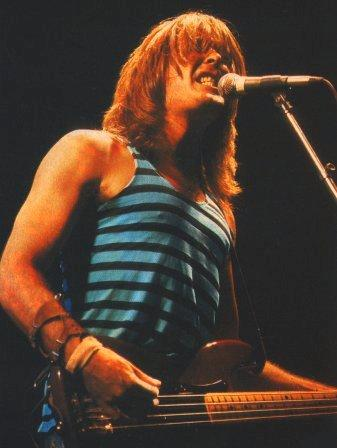
Cliff Williams en el Tour For Those About to Rock con AC/DC en 1981

### Inicios
Se mudó con su familia a Liverpool cuando tenía 9 años, para luego unirse a su primera banda, Home, a los 13. Debido a su edad, no tuvo el éxito que ansiaba con esta banda, ya que al solo tener 13 años no podía entrar en clubes para tocar. Con Home fueron teloneros de Led Zeppelin.
Luego se trasladó a Londres nuevamente con su banda para probar suerte, aquí se le presentaron muchas oportunidades y ganó mucha experiencia, tocando con muchas bandas y solistas.
Estuvo en varias bandas más hasta que entró a Bandit, que rápidamente se hizo al apoyo de Arista Records y lanzó su álbum debut. Junto a Cliff, en Bandit se encontraban artistas reconocidos como Jim Diamond (quien más tarde lograría éxito como solista) y el baterista Graham Broad (quien más tarde sería parte de la banda de Roger Waters).

### AC/DC
En 1972, después de que Bandit no tuvo suerte, recibió una llamada de su amigo, Jimmy Lidleland, quien tenía una banda llamada Coliseum. Jimmy le dijo que AC/DC estaba buscando un bajista, después de la salida de la banda por parte de Mark Evans durante el tour de Let There Be Rock. Cliff se presentó a las audiciones y a Angus le gusto su estilo hard rock y, además, creyó que su aspecto físico atraería público femenino. Se unió a fines de año y desde entonces está en la banda.
Su primer disco con AC/DC fue Powerage. En una entrevista a la revista Bass Frontiers asegura que este es su álbum favorito. El álbum fue producido por Harry Vanda y George Young. Pasaron 3 semanas en el estudio para grabar lo que sería el nuevo disco. Su primer tour fue con Aerosmith, de banda telonera, y su primer tour oficial fue en 1979 con el lanzamiento del recordado Highway to Hell.
Tras la muerte de Bon Scott y la llegada de Brian Johnson, Back in Black, alcanzó un éxito inesperado. Cliff dice en su entrevista a Bass Frontiers, que muchas de sus canciones favoritas se encuentran en este disco.
Fue reemplazado temporalmente por Paul Greg durante la gira mundial de 1991.
A finales de la gira de Rock or Bust se confirma que abandona la banda porque según dice, la banda ha sufrido muchos cambios durante los últimos años.
En octubre de 2020 se confirma su reincorporación a la banda mediante la llegada del nuevo álbum Power Up contando con Cliff en el bajo.

## Estilo
El estilo de tocar el bajo de Cliff es simple. Da groove y fuerza a la banda, por lo cual es un estilo casi único. Su habilidad de compaginar de excelente forma con el batería Phil Rudd es lo que le da a AC/DC una fuerte sección rítmica. Brian Johnson dijo en una entrevista que «Phill y Cliff son impresionantes, son puro ritmo son algo así como tom-tom-tom, ¡y yo lo único que tengo que hacer es salir y gritar!».
En la nota a Cliff en el DVD Let There Be Rock: The Movie. Live in Paris, dice que no es lo que se puede llamar un «gran compositor», aunque él sea quien suele escribir su parte de la música.
Sus influencias son el blues y jazz de antaño, The Rolling Stones y Paul McCartney.
Ha usado bajos Fender, Music Man, D'Addario, Gibson y Ampeg, los dos primeros más que ninguno.

## Actualidad
Actualmente vive con su esposa Georgeanne y su hijo Luke en Florida, EE. UU., al igual que Brian Johnson.
Pertenece a la fundación caritativa musical Classic Rock Cares junto a Brian y otros músicos de alto nivel, con los que se ha presentado varias veces desde 2001 hasta el lanzamiento de Black Ice. Con esta banda (fundada por John Entwistle) grabó la banda sonora para la película Totally Baked. Las canciones son; «Who Phoned the Law», «Chase That Tail», «Chaing Gang on the Road», todas ellas con Brian Johnson como vocalista (cabe destacar que la última posee un estilo típico de AC/DC, más que nada de la época de Stiff Upper Lip).

## Retiro de las giras
El 20 de septiembre de 2016 Cliff da su adiós definitivo de los escenarios, tras haber anunciado en julio de ese mismo año, que se retiraría después de que finalizara la gira mundial de la banda para promocionar Rock or Bust en Filadelfia (EE. UU.).
En octubre de 2020 se confirma su regreso a la banda mediante la llegada del nuevo álbum Power Up.